# Donatio Constantini

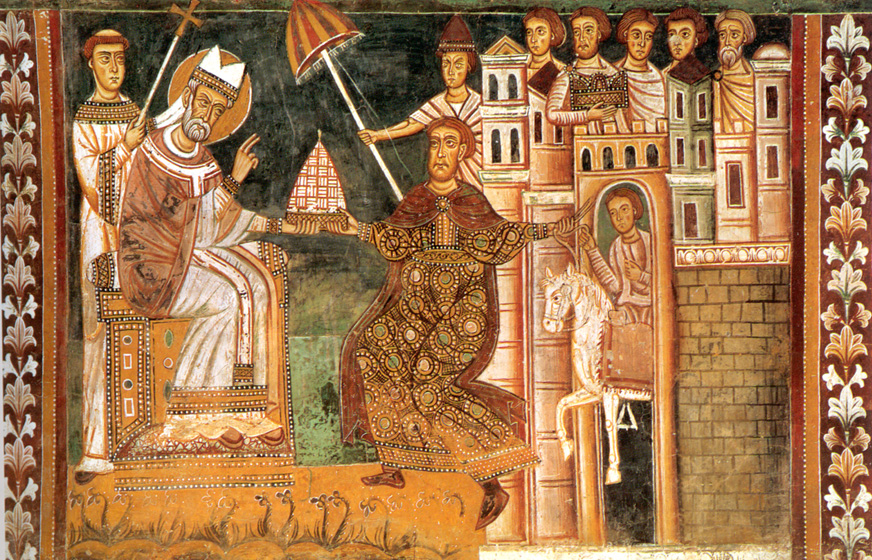
Sylvester I (links) en de 'schenkende' Constantijn de Grote; 13e-eeuws fresco in de Sylvester-kapel in de Santi Quattro Coronati te Rome.

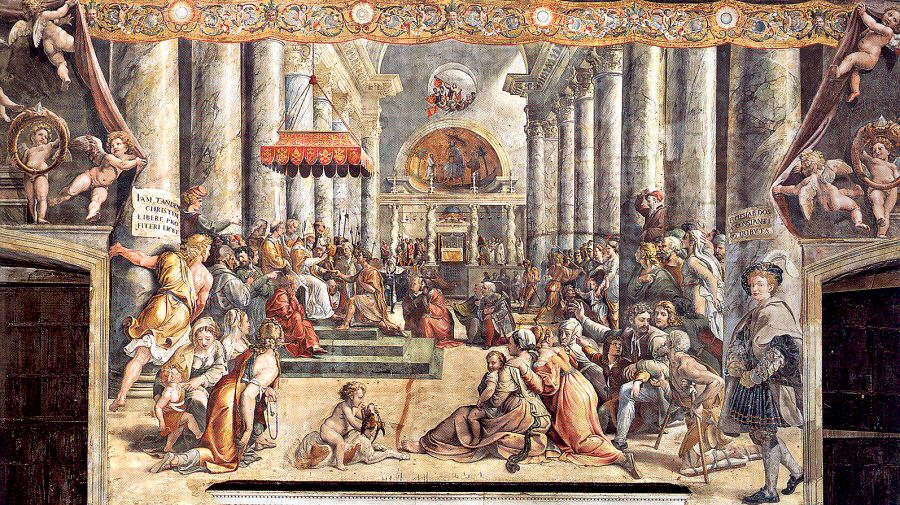
Fresco De schenking van Constantijn, door Giovan Francesco Penni of Giulio Romano (1520-24).

De Donatio Constantini (Schenking van Constantijn) is een vervalste Latijnse oorkonde uit de achtste eeuw. Dit document, dat zou dateren uit 315/317, wordt ook wel Constitutum (domini) Constantini (imperatoris) (Besluit (van de heer) van (keizer) Constantijn) genoemd.

## Inhoud
Volgens de Donatio Constantini zou keizer Constantijn de Grote (272-337) het wereldlijke oppergezag van het Westen hebben overgedragen aan paus Silvester I, als dank voor zijn genezing van lepra. Ook zou Constantijn de bisschop van Rome boven de andere bisschoppen hebben gesteld wat betreft het wereldlijk gezag. In het document staat als opsteldatum 30 maart, met als jaar de foutieve aanduiding het jaar van Constantijns vierde consulschap (315) en het consulschap van Gallicanus (317), die volgens de vervalsing dus in hetzelfde jaar zouden vallen.
De Donatio speelde de hele middeleeuwen lang een grote rol in de investituurstrijd tussen de paus en de vorsten en behoorde tot de Pseudo-isidorische decretalen. Pas in de vijftiende eeuw toonden de Duitse humanist Nicolaas van Cusa (1433) en de Italiaanse humanist Lorenzo Valla (1440) aan, dat het om een vervalsing ging. Valla merkte bijvoorbeeld op dat in de Donatio Constantinopel werd genoemd, terwijl dit pas sinds 330 de naam was van de stad die in 315/317 nog Byzantion heette. Ook andere beweringen en termen bleken anachronistisch te zijn.
Desondanks werd dit document door opeenvolgende pausen, onder meer door paus Julius II, nog gebruikt om hun verloren macht op te eisen. De invloedrijke katholieke kerkhistoricus Caesar Baronius erkende begin 17e eeuw dat het een vervalsing was.